# Улькенколь (озеро, Северо-Казахстанская область)
Улькенколь (каз. Үлкенкөл) — озеро в Жамбылском районе Северо-Казахстанской области Казахстана. Находится в 6 км к северо-западу от села Благовещенка.
По данным топографической съёмки 1940-х годов, площадь поверхности озера составляет 3,05 км². Наибольшая длина озера — 3,1 км, наибольшая ширина — 1,9 км. Длина береговой линии составляет 7,9 км, развитие береговой линии — 1,27. Озеро расположено на высоте 143,8 м над уровнем моря.